# Biblioteca Pública de Boston

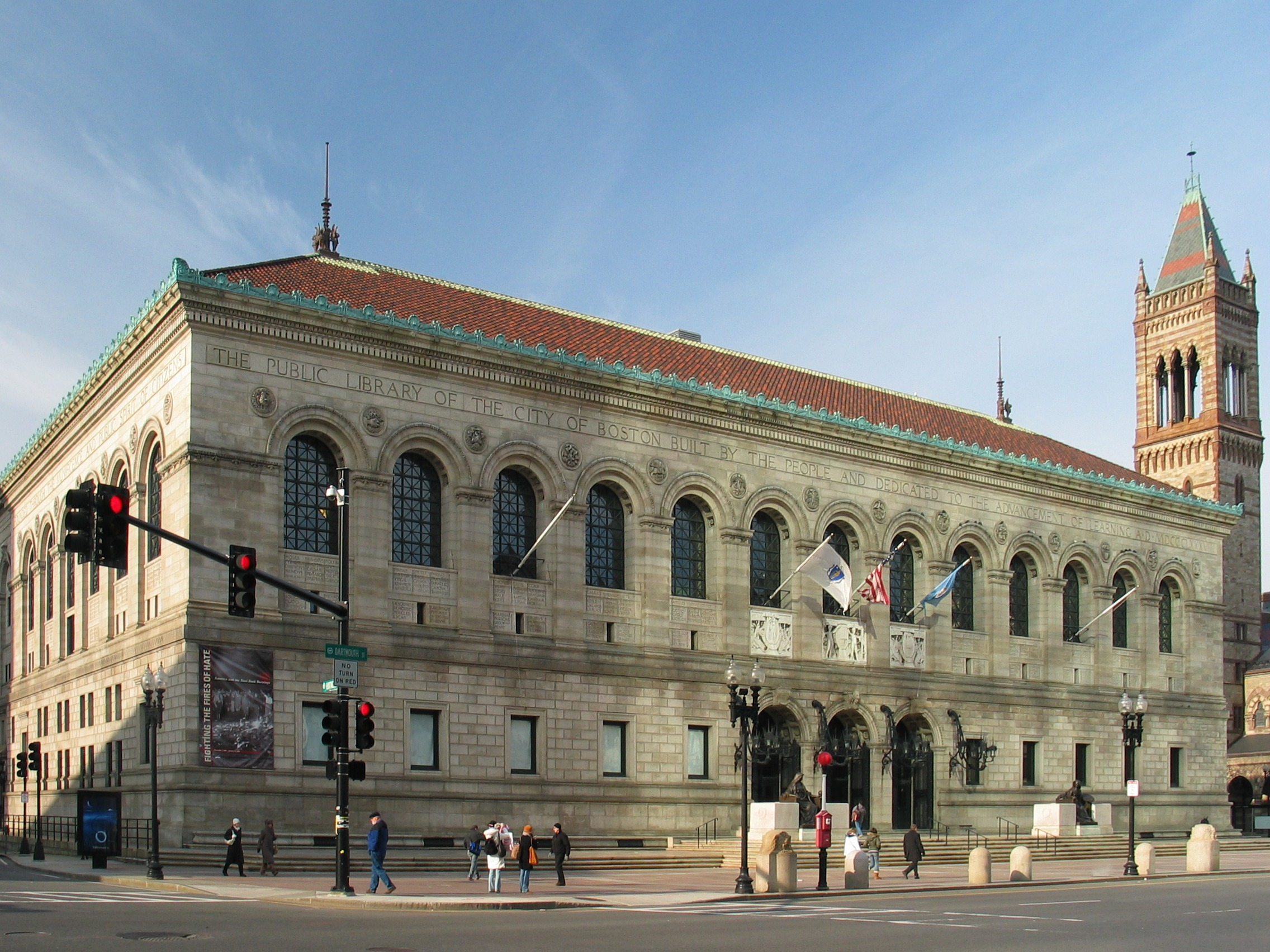
Biblioteca Pública de Boston.

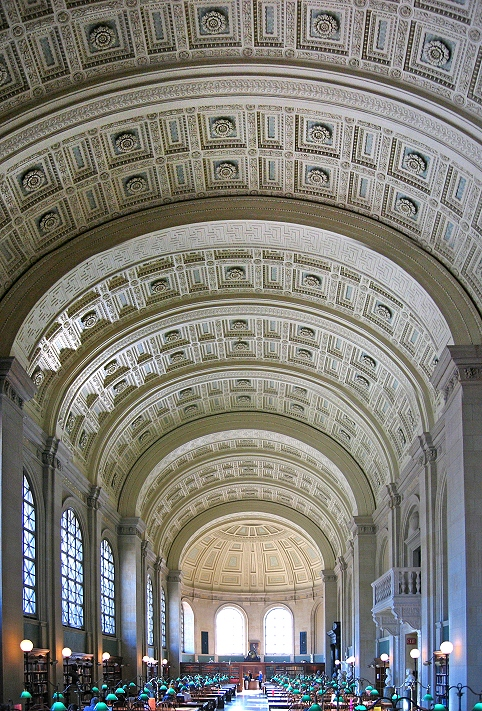
La sala de lectura Bates Hall de la Biblioteca Pública de Boston.

La Biblioteca Pública de Boston (en inglés: Boston Public Library, BPL) es la mayor biblioteca municipal de los Estados Unidos. Fue la primera biblioteca pública municipal de los Estados Unidos, la primera gran librería abierta al público en los Estados Unidos y la primera biblioteca pública que permitió el préstamo de sus fondos para llevárselos a casa.
De acuerdo con la Asociación de Bibliotecas Americanas, esta biblioteca tiene más de 15 millones de libros y es la tercera más grande de los Estados Unidos después de la Biblioteca del Congreso y la de la Universidad de Harvard.
Sus colecciones incluyen además 600.000 fotografías, obras de Rembrandt, Durero, Goya, Daumier, Toulouse-Lautrec y 350.000 mapas antiguos.

## Historia
La biblioteca se fundó en 1848 mediante estatuto de la Gran y General Corte de Massachusetts y fue oficialmente establecida en Boston mediante edicto municipal en 1852. 
Para albergar la colección se utilizó una antigua escuela en Mason Street que fue abierta al público el 20 de marzo de 1854. El departamento de préstamos se inauguró el 2 de mayo del mismo año. La colección inicial de 16.000 volúmenes pronto creció y en diciembre de 1854 se autorizó a moverse a un nuevo edificio en Boylston Street. Diseñado por Charles Kirk Kirby para albergar 240.000 volúmenes, el imponente edificio italianizante se abrió en 1858. Pero de nuevo el edificio se quedó pequeño y se autorizó en 1880 reemplazarlo por uno nuevo situado en Copley Square. Después de años de debate sobre la selección del arquitecto y del estilo que debía tener, se eligió a la prestigiosa firma de Nueva York McKim, Mead & White, en la que Charles Follen McKim propuso un estilo Neorrenacimiento.

### Edificio McKim

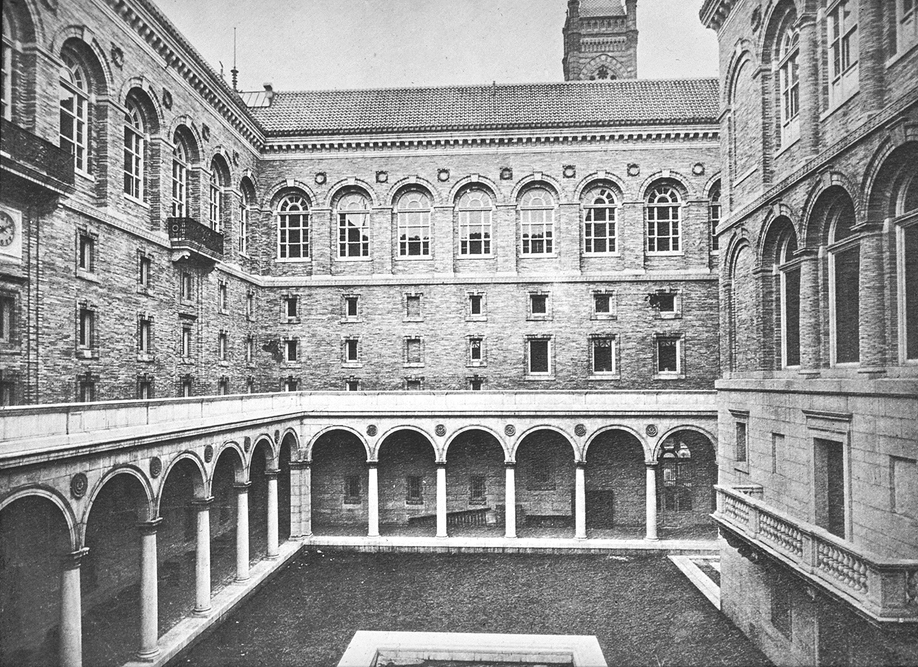
Patio del edificio McKim. Se aprecia al fondo el campanile de la Old South Church.

Cuando se abrió en 1895, la nueva biblioteca fue proclamada como un "palacio para el pueblo", e incluía una guardería, la primera de la nación, y un jardín de esculturas en su patio central, rodeado de una galería de arcadas a la manera de un claustro renacentista.
Dando a Copley Square, la biblioteca presenta una fachada que recuerda a la del Palazzo della Cancelleria, un palacio italiano de la Roma del siglo XVI. Las ventanas con arcos de su fachada son deudoras del Templo Malatestiano de Alberti en Rímini, el primer edificio completamente renacentista.
McKim también se inspiró en la Bibliothèque Sainte-Geneviève en París (construida entre 1845 y 1851). McKim no se limita simplemente a imitar los modelos, los tres espacios centrales son sutilmente enfatizados sin romper el ritmo. 
La Biblioteca Pública de Boston también representa la primera y una de las mayores aplicaciones en los Estados Unidos de las bóvedas tabicadas del arquitecto valenciano Rafael Guastavino. Hasta siete diferentes tipos de las denominadas bóvedas de Guastavino pueden observarse en la biblioteca.

### Bates Hall
Bates Hall, situada en el segundo piso del edificio McKim, es la gran sala de lectura de la BLP.
Está considerada arquitectónicamente como una de las más importantes del mundo. Su forma es rectilínea, pero terminando en ábside en sus extremos, recordando a una basílica romana. La bóveda de cañón artesonada termina en cada extremo en una cúpula semiesférica. Se llama así en honor de Joshua Bates, un banquero londinense nacido en Weymouth, MA, que en 1852 donó a la biblioteca 50.000$ para la compra de libros.

### Edificio Johnson
Diseñado por Philip Johnson, la última adición modernista (algo anticipada a la arquitectura postmodernista) fue construida entre 1967 y 1971, inaugurándose en 1972. Este edificio tiene similares proporciones y está construida con el mismo granito rosa del edificio McKim. Algunos críticos lo han comparado a un mausoleo por las pocas ventanas existentes en sus muros exteriores.